# Marcin Mięciel
Marcin Mięciel (ur. 22 grudnia 1975 w Gdyni) – polski piłkarz występujący na pozycji napastnika.

## Kariera zawodnicza

### Kariera klubowa
Mięciel jest wychowankiem Wisły Tczew. W sezonie 1994/95 z Legią Warszawa sięgnął po mistrzostwo Polski. Dwukrotnie zdobył Puchar Polski (1995 i 1997) oraz Superpuchar Polski (1995 i 1998). Rozegrał w lidze polskiej 189 meczów i strzelił 57 bramek, w lidze greckiej 131 meczów (40 bramek), natomiast w lidze niemieckiej 55 meczów (8 bramek).
Po siedmiu sezonach w Legii w 2001 roku trafił do niemieckiego klubu Borussia Mönchengladbach. Pierwszą bramkę dla zespołu zdobył 15 września 2001 roku w meczu z Hamburgerem SV w 90. minucie meczu (12 minut po wejściu w roli rezerwowego na murawę). Gol strzelony nożycami został uznany przez stację ARD bramką miesiąca w Niemczech. W trakcie sezonu 2001/2002 zaliczył w sumie dwa trafienia w 18 meczach i ukończył z drużyną ligę na 12. miejscu.
Następnie w latach 2002–2007 występował w dwóch greckich klubach z Salonik: PAE Iraklis 1908 (3 sezony) i PAOK FC (2 sezony). W tym drugim zespole miał udany sezon 2006/2007, w trakcie którego zdobył 14 goli w 27 meczach i został najlepszym strzelcem drużyny oraz ogłoszony jej Najbardziej Wartościowym Graczem.
Od 2007 roku występował ponownie w Niemczech, w klubie VfL Bochum, z którym w czerwcu 2009 roku Marcin rozwiązał kontrakt. Następnie w wieku 33 lat, po ośmiu latach przerwy, powrócił do Polski i sezon 2009/2010 polskiej ekstraklasy spędził ponownie w Legii Warszawa.
Od sezonu 2010/2011 do 2012 roku występował w Łódzkim Klubie Sportowym.
Po sezonie 2011/2012 zakończył czynną karierę zawodową piłkarza, jednak w sierpniu 2012 roku został amatorskim zawodnikiem czwartoligowego klubu UKS Łady.
W trakcie swojej kariery swój styl gry często urozmaicał strzałami z przewrotek. Pomimo gry w różnych klubach, zawsze pozostawał zagorzałym kibicem Legii Warszawa.

### Kariera reprezentacyjna
Mięciel zadebiutował w reprezentacji Polski 27 sierpnia 1996 roku w meczu przeciwko Cyprowi w Bełchatowie, w którym strzelił gola z przewrotki. Później rzadko był powoływany do kadry i w latach 2000–2002 rozegrał jedynie cztery spotkania. Ostatni mecz w barwach narodowych rozegrał 16 października 2002 przeciwko Nowej Zelandii, za kadencji selekcjonera Zbigniewa Bońka. Ogółem rozegrał w kadrze 5 meczów i zdobył 1 gola.
| lp. | Data                 | Miejsce                 | Przeciwnik    | Rezultat | Rozgrywki       | Grał   | Uwagi |
| --- | -------------------- | ----------------------- | ------------- | -------- | --------------- | ------ | ----- |
| 1.  | 27 sierpnia 1996     | Bełchatów               | Cypr          | 2-2      | towarzyski      | do 81' | Gol   |
| 2.  | 16 sierpnia 2000     | Bukareszt               | Rumunia       | 1-1      | towarzyski      | od 80' |       |
| 3.  | 25 kwietnia 2001     | Bydgoszcz               | Szkocja       | 1-1      | towarzyski      | od 64' |       |
| 4.  | 12 października 2002 | Warszawa                | Łotwa         | 0-1      | elim. Euro 2004 | od 63' |       |
| 5.  | 16 października 2002 | Ostrowiec Świętokrzyski | Nowa Zelandia | 2-0      | towarzyski      | od 46' |       |

### Sukcesy
Klubowe
- Mistrzostwa Polski:
  - 1. miejsce (1): 1995 z Legią
  - 2. miejsce (2): 1996, 1997 z Legią
  - 3. miejsce (2): 1999, 2001 z Legią
- Puchar Polski (2): 1995, 1997 z Legią
- Superpuchar Polski (2): 1994, 1997 z Legią
- Ćwierćfinał Liga Mistrzów: 1996 z Legią

Indywidualne
- 8. miejsce w klasyfikacji strzelców Legii Warszawa: 69 goli
- 3. miejsce w klasyfikacji strzelców ekstraklasy polskiej w sezonie 2000/2001: 13 goli (Legia)[5]
- Najlepszy strzelec PAOK w sezonie Superleague Ellada 2006/2007: 14 goli
- 3. miejsce w klasyfikacji strzelców I ligi polskiej w sezonie 2010/2011: 13 goli (ŁKS Łódź)

## Inna działalność
Po zakończeniu kariery zawodniczej zajął się działalnością menadżerską. W tym charakterze podjął współpracę z Mariuszem Piekarskim. Wraz z Maciej Bykowskim założył i prowadzi w Warszawie Szkołę Techniki Futbolu „Champion”, której został prezesem i pracuje jako trener.